# Stupid Girls
Stupid Girls – pop-rockowa piosenka i singel amerykańskiej wokalistki Pink z albumu I'm Not Dead. Autorami tekstu są Billy Mann, Robin Mortensen Lynch oraz Pink. Sama piosenka trwa trzy minuty oraz piętnaście sekund.
Singel znalazł się na szczycie notowaniu fińskiej listy przebojów, był również hitem australijskich stacji radiowych. W zestawieniu amerykańskiego Billboardu uplasował się na miejscu trzynastym.

## Zawartość singla
Oryginalny singel CD
1. „Stupid Girls” – 3:16
2. „Heartbreaker” – 3:08

Maxi CD Single
1. Album Version – 3:16
2. D-Bop 3am at Crash Mix – 6:51
3. Junior Vasquez & Dynamix Club Remix – 8:59
4. Noize Trip Remix – 3:13
5. Includes „Stupid Girls” Video Enhancement

UK 12” Vinyl
Side A:
1. Junior Vasquez & Dynamix Club Remix – 8:59
2. Noize Trip Remix – 3:13

Side B:
1. D-Bop 3am at Crash Mix – 6:51
2. Kardinal Beatz Remix – 3:23

## Teledysk
Wideoklip do tej piosenki wyreżyserował Dave Meyers. Opowiada o tzw. głupich dziewczynach, o niewielkim potencjale inteligencji, lecz o nieprzeciętnym (aczkolwiek sztucznym) wyglądzie oraz wizerunku Barbie. Piosenka poucza, że kobiety nie mogą rezygnować z życiowych marzeń dla byle jakiej kariery (słowa: „What happened to the dreams of a girl president? She's dancing in the video next to 50 Cent” – Co się stało z marzeniami kobiety-prezydenta? Tańczy w teledysku obok 50 Centa). Piosenka ukazuje również, że sama Pink nie chce być głupią dziewczyną oraz poucza młodą nastolatkę, przestrzegając ją przed taką przyszłością. Piosenkarka w teledysku parodiuje m.in. Paris Hilton, Gwen Stefani, Jessicę Simpson, Nicole Richie, Lindsay Lohan, Victorię Gotti, Donatellę Vescace, Nicole Sheridan, Beyoncé, Ashley Olsen oraz Mary-Kate Olsen.